# Опсада Бихаћа (1592)
Битка код Бихаћа одиграла се 13-19. јуна 1592. године између османског беглербега Хасана-паше Предојевића и хрватског заповедника Бихаћа Јосипа Ламберга. Битка је завршена победом Османлија и предајом Бихаћа.

## Битка
Подигавши град Петрињу на Купи, Хасан-паша Предојевић је извршио серију упада на хрватску територију освојивши у тим походима Соколац, Рипач, Изачић, Штурлић и Благај на Корани. 10. јуна 1592. године Хасан-паша је послао претходницу своје војске на Бихаћ, а сам је стигао пред град три дана касније. Најпре је покушао наговорити заповедника града Јосипа Ламберга да преда град без борбе, а пошто је добио одричан одговор, предузео је артиљеријски напад на град. Наредио је артиљерији да напада град са свих страна. Након артиљеријског гранатирања и пешадијских јуриша, град се предао 19. јуна.

## Након битке
Познајући стратешку важност града, Хасан-паша је добро утврдио Бихаћ. Околину је населио Власима почетком следеће године. Одатле ће предузети нови поход против Хрвата који ће довести до битке на Бресту против хрватског бана Томе Ердеда.